# ريتشارد لويس (لاعب كريكت بريطاني)
ريتشارد لويس (6 أغسطس 1947 بونشستر في المملكة المتحدة - ) (بالإنجليزية: Richard Lewis)‏ هو لاعب كريكت بريطاني. لعب مع نادي مقاطعة هامبشاير للكريكت ‏ وDorset County Cricket Club ‏ والمقاطعات الوطنية للكريكيت الإنجليزي والويلزي ‏.